# Георгі Палазов
Георгі Палазов (4 лютого 1980) — болгарський плавець.
Учасник Олімпійських Ігор 2000, 2004, 2008 років.